# امیلی کاکس
امیلی کاکس (انگلیسی: Emily Cox؛ زادهٔ ۲۳ فوریهٔ ۱۹۸۵) بازیگر اهل بریتانیا است. وی از سال ۲۰۰۹ میلادی تاکنون مشغول فعالیت بوده‌است.
از فیلم‌ها یا برنامه‌های تلویزیونی که وی در آن نقش داشته‌است می‌توان به ساحل فوترو، آخرین پادشاهی اشاره کرد.